# Украли бедро Юпитера
«Украли бедро Юпитера» (фр. On a volé la cuisse de Jupiter; в советском прокате «Сюрприз Афродиты») — художественный фильм режиссёра Филиппа де Брока — комедийный детектив, продолжение фильма «Нежный полицейский».

## Сюжет
Антуан Лемерсье — профессор Сорбонны, изучающий греческую историю. Лиз Танкерель — комиссар полиции. Эти двое уже немолодых людей недавно поженились и отправились провести медовый месяц в Грецию. Здесь они знакомятся с другой французской парой: Шарлем и Аньес. Археолог Шарль во время раскопок нашёл в греческой земле фрагмент древней статуи. При попытке оценить и продать этот фрагмент был убит человек. Шарль и Антуан арестованы местной полицией. Лиз Танкерель приходится начать самостоятельное расследование, чтобы снять подозрение в убийстве со своего мужа.

## В ролях
| Актёр          | Роль               |
| -------------- | ------------------ |
| Анни Жирардо   | Лиз Танкерель      |
| Филипп Нуаре   | Антуан Лемерсье    |
| Франсис Перрен | Шарль-Юбер Поше    |
| Катрин Альрик  | Аньес Поше         |
| Полетт Дюбо    | мама Лиз Танкерель |
| Роже Карель    | Закария            |

## Производство
Съёмки фильма проходили с 3 сентября по 14 ноября 1979 года во Франции (Париж) и в Греции.